# Macrohoughia marmorata
Macrohoughia marmorata är en tvåvingeart som beskrevs av Townsend 1927. Macrohoughia marmorata ingår i släktet Macrohoughia och familjen parasitflugor. Inga underarter finns listade i Catalogue of Life.